# HD159573
HD159573 — хімічно пекулярна зоря спектрального класу
B3 й має видиму зоряну величину в смузі V приблизно  8,4.

## Пекулярний хімічний склад
Зоряна атмосфера HD159573 має підвищений вміст 
Si
.